# (7334) Sciurus
(7334) Sciurus ist ein Asteroid des inneren Hauptgürtels, der am 17. August 1988 vom tschechischen Astronomen Antonín Mrkos am Kleť-Observatorium bei einer Helligkeit von 16,7 mag entdeckt wurde. Nachträglich konnte der Asteroid bereits auf Aufnahmen nachgewiesen werden, die am 1. Oktober 1962 am Goethe-Link-Observatorium in Indiana sowie am 8. August 1988 am Krim-Observatorium in Nautschnyj gemacht worden waren.
Der Asteroid wurde nach Sciurus vulgaris und Sciurus carolinensis, dem Eurasischen Eichhörnchen und dem Grauhörnchen benannt, Tieren, die hauptsächlich in den Baumwipfeln der Parks und Wälder rund um viele Observatorien leben, darunter Kleť und das Observatorium České Budějovice. Der Name wurde von Jana Tichá vorgeschlagen.
Aufgrund der Bahneigenschaften wird (7334) Sciurus zur Vesta-Familie gezählt.

## Wissenschaftliche Auswertung
Eine Auswertung von Beobachtungen durch das Projekt NEOWISE im nahen Infrarot führte 2011 zu vorläufigen Werten für den Durchmesser und die Albedo im sichtbaren Bereich von 4,1 km bzw. 0,35. Eine Auswertung von neuen Beobachtungen vom August 2010 bis Februar 2011 führte dann 2012 für den Asteroiden zu Werten für den Durchmesser und die Albedo im sichtbaren Bereich von 3,9 km bzw. 0,45.
Eine Auswertung der Daten des Asteroid Terrestrial-impact Last Alert System (ATLAS) aus den Jahren 2015 bis 2018 ergab für (7334) Sciurus eine Rotationsperiode von 4,067 h. Für die taxonomische Einordnung wurde eine Wahrscheinlichkeit von 16 % für einen C-Typ und von 84 % für einen S-Typ gefunden. Der Asteroid wurde vom 15. bis 17. September 2022 vom Center for Solar System Studies (CS3) in Kalifornien erneut photometrisch beobachtet. Aus der gemessenen Lichtkurve konnte hier eine Rotationsperiode von 4,068 h abgeleitet werden.